# Sciades tonkinensis
Sciades tonkinensis là một loài bọ cánh cứng trong họ Cerambycidae.